# Liste der Landschaftsschutzgebiete im Landkreis Rosenheim
Im Landkreis Rosenheim gibt es 34 Landschaftsschutzgebiete. (Stand: November 2018)

## Liste
- Gebietsname: Amtliche Bezeichnung des Schutzgebietes
- Bild/Commons: Bild und Link zu weiteren Bildern aus dem Schutzgebiet
- LSG-ID: Amtliche Nummer des Schutzgebietes
- WDPA-ID: Link zum Eintrag des Schutzgebietes in der World Database on Protected Areas
- Wikidata: Link zum Wikidata-Eintrag des Schutzgebietes
- Ausweisung: Datum der Ausweisung als Schutzgebiet
- Gemeinde(n): Gemeinden, auf denen sich das Schutzgebiet befindet
- Lage: Geografischer Standort
- Fläche: Gesamtfläche des Schutzgebietes in Hektar
- Flächenanteil: Anteilige Flächen des Schutzgebietes in Landkreisen/Gemeinden, Angabe in % der Gesamtfläche
- Bemerkung: Besonderheiten und Anmerkungen

Bis auf die Spalte Lage sind alle Spalten sortierbar.
| Gebietsname | Bild/Commons   | LSG-ID       | WDPA-ID | Wikidata  | Ausweisung | Gemeinde(n) | Lage     | Fläche ha | Flächenanteil                                               | Bemerkung            |
| --- | -------------- | ------------ | ------- | --------- | ---------- | --- | -------- | --------- | ----------------------------------------------------------- | -------------------- |
| Attel | weitere Bilder | LSG-00106.01 | 395534  | Q59643810 | 1962       | Pfaffing, Edling | Position | 145,64    | Landkreis Rosenheim (100 %)                                 |                      |
| Halfinger Freimoos | weitere Bilder | LSG-00582.01 | 396132  | Q59643529 | 2004       | Halfing, Schonstett, Amerang | Position | 591,04    | Landkreis Rosenheim (100 %)                                 |                      |
| Inntal Süd | weitere Bilder | LSG-00595.01 | 396144  | Q23833433 | 2007       | Stephanskirchen, Rohrdorf, Raubling, Neubeuern, Brannenburg, Nußdorf am Inn, Flintsbach am Inn, Oberaudorf, Kiefersfelden                             | Position | 4021,91   | Landkreis Rosenheim (100 %)                                 |                      |
| Inschutznahme der Thalkirchner Achen und ihrer Umgebung als LSG                                                                           |                | LSG-00147.01 | 395619  | Q59643420 | 1967       | Frasdorf, Riedering, Prien am Chiemsee, Rimsting, Bad Endorf                                                                                          | Position | 972,67    | Landkreis Rosenheim (100 %)                                 |                      |
| Inschutznahme des Bärnsees und seiner Umgebung als LSG                                                                                    | weitere Bilder | LSG-00144.01 | 395616  | Q59643689 | 1967       | Aschau im Chiemgau | Position | 287,44    | Landkreis Rosenheim (100 %)                                 |                      |
| Inschutznahme des Gebietes Mühlau-Schöffau als LSG                                                                                        | weitere Bilder | LSG-00133.01 | 395607  | Q59643534 | 1967       | Kiefersfelden | Position | 576,21    | Landkreis Rosenheim (100 %)                                 |                      |
| Inschutznahme des Hofstätter- und Rinssees in den Gemeinden Prutting, Söchtenau und Vogtareuth                                            | weitere Bilder | LSG-00247.01 | 395725  | Q59643560 | 1972       | Prutting, Söchtenau, Vogtareuth | Position | 516,72    | Landkreis Rosenheim (100 %)                                 |                      |
| Inschutznahme des Litzelsees und seiner Umgebung als LSG                                                                                  | weitere Bilder | LSG-00145.01 | 395617  | Q59643522 | 1967       | Prutting, Stephanskirchen | Position | 60,29     | Landkreis Rosenheim (100 %)                                 |                      |
| Inschutznahme des Prientales als LSG |                | LSG-00134.01 | 395608  | Q59643631 | 1967       | Frasdorf, Bernau am Chiemsee, Prien am Chiemsee | Position | 365,58    | Landkreis Rosenheim (100 %)                                 |                      |
| Inschutznahme des Schwarzen Sees und Umgebung als LSG                                                                                     |                | LSG-00135.01 | 395609  | Q59643799 | 1967       | Samerberg | Position | 15,15     | Landkreis Rosenheim (100 %)                                 |                      |
| Inschutznahme des sog. Brandl, Ortsteil Degerndorf/Inn, Gemeinde Brannenburg                                                              | weitere Bilder | LSG-00118.01 | 395546  | Q59643613 | 1964       | Brannenburg | Position | 4,6       | Landkreis Rosenheim (100 %)                                 |                      |
| Inschutznahme eines Auwaldbestandes in den Kaltenbachauen in der Gemeinde Pang als LSG                                                    | weitere Bilder | LSG-00246.01 | 395724  | Q59643646 | 1972       | Raubling | Position | 35,55     | Landkreis Rosenheim (100 %)                                 | Kaltenbach           |
| Inschutznahme von Landschaftsteilen des erweiterten Soinkargebietes in den Gemeinden Brannenburg, Flintsbach am Inn und Oberaudorf        | weitere Bilder | LSG-00223.01 | 395701  | Q59651111 | 1971       | Brannenburg, Flintsbach am Inn, Oberaudorf | Position | 492,07    | Landkreis Rosenheim (100 %)                                 | Soin                 |
| Inschutzstellung des Kupferbachtales als LSG im Landkreis Bad Aibling                                                                     | weitere Bilder | LSG-00157.01 | 395627  | Q59643603 | 1968       | Feldkirchen-Westerham | Position | 42,95     | Landkreis Rosenheim (100 %)                                 |                      |
| LSG Hochrunstfilze | weitere Bilder | LSG-00448.01 | 395956  | Q59643722 | 1990       | Raubling | Position | 240,7     | Landkreis Rosenheim (100 %)                                 |                      |
| LSG Moor- und Tallandschaften bei Söchtenau                                                                                               | weitere Bilder | LSG-00489.01 | 395997  | Q59643587 | 1995       | Söchtenau, Halfing | Position | 483,66    | Landkreis Rosenheim (100 %)                                 |                      |
| LSG Rote Filze nördlich Bad Aibling | weitere Bilder | LSG-00418.01 | 395926  | Q59643547 | 1988       | Bad Aibling | Position | 54,01     | Landkreis Rosenheim (100 %)                                 |                      |
| LSG Tuffberg südlich von Vagen |                | LSG-00423.01 | 395931  | Q59643478 | 1988       | Feldkirchen-Westerham | Position | 75,9      | Landkreis Rosenheim (100 %)                                 |                      |
| Schutz der Äußeren Lohe westlich des Penzinger Sees (zwischen den Ortschaften Neudeck und Penzing, Landkreis Wasserburg)                  |                | LSG-00025.01 | 395467  | Q59643572 | 1953       | Babensham | Position | 5,6       | Landkreis Rosenheim (100 %)                                 |                      |
| Schutz der Innauen bei Vogtareuth |                | LSG-00008.01 | 395452  | Q59643595 | 1951       | Vogtareuth | Position | 444,24    | Landkreis Rosenheim (100 %)                                 |                      |
| Schutz des Auerbachtales einschl. Regau (am Förchenbach) und Bichlersee, Gemeinden Niederaudorf, Oberaudorf, Flintsbach und Kiefersfelden | weitere Bilder | LSG-00047.01 | 395477  | Q59643601 | 1955       | Oberaudorf, Flintsbach am Inn, Kiefersfelden | Position | 4219,15   | Landkreis Rosenheim (100 %)                                 | Bichlersee, Auerbach |
| Schutz des Chiemsees, seiner Inseln und Ufergebiete in den Landkreisen Rosenheim und Traunstein als LSG (Chiemsee-Schutzverordnung)       | weitere Bilder | LSG-00396.01 | 395904  | Q59643826 | 1986       | Chiemsee, Prien am Chiemsee, Rimsting, Breitbrunn am Chiemsee, Gstadt am Chiemsee, Seeon-Seebruck, Chieming, Grabenstätt, Übersee, Bernau am Chiemsee | Position | 12125,52  | Landkreis Rosenheim (17,4 %), Landkreis Traunstein (82,6 %) |                      |
| Schutz des Inntales | weitere Bilder | LSG-00535.01 | 396068  | Q59643807 | 2000       | Schechen, Stephanskirchen, Prutting, Vogtareuth, Griesstätt                                                                                           | Position | 1465,96   | Landkreis Rosenheim (100 %)                                 |                      |
| Schutz des Landschaftsteiles Benediktenfilze im Gebiet des Marktes Bruckmühl und der Gemeinde Beyharting                                  | weitere Bilder | LSG-00203.01 | 395683  | Q59643458 | 1971       | Bruckmühl, Tuntenhausen | Position | 79,51     | Landkreis Rosenheim (100 %)                                 |                      |
| Schutz des Landschaftsteiles Eckersberg im Bereich der Gemeinde Dettendorf, Landkreis Bad Aibling                                         |                | LSG-00192.01 | 395673  | Q59643661 | 1970       | Bad Feilnbach | Position | 31,79     | Landkreis Rosenheim (100 %)                                 |                      |
| Schutz des Pfaffinger Mooses bei Evenhausen                                                                                               |                | LSG-00018.01 | 395461  | Q59643772 | 1952       | Amerang | Position | 17,6      | Landkreis Rosenheim (100 %)                                 |                      |
| Schutz des Simssees und seiner Umgebung                                                                                                   | weitere Bilder | LSG-00111.01 | 395539  | Q56450597 | 1963       | Stephanskirchen, Riedering, Bad Endorf | Position | 2211,75   | Landkreis Rosenheim (100 %)                                 |                      |
| Schutz des sog. Weitfilz in der Staatswaldunterabteilung I 1f Jägerwald                                                                   |                | LSG-00010.01 | 395455  | Q59643653 | 1951       | Rotter Forst-Nord | Position | 33,88     | Landkreis Rosenheim (100 %)                                 |                      |
| Schutz des Soyensees und seiner Umgebung                                                                                                  | weitere Bilder | LSG-00054.01 | 395482  | Q59651100 | 1955       | Soyen | Position | 72,74     | Landkreis Rosenheim (100 %)                                 |                      |
| Schutz von Landschaftsteilen im Bereich der Griesstätter Brücke, Gemarkung Feldkirchen, Griesstätt, Holzhausen, Ramerberg                 | weitere Bilder | LSG-00006.01 | 395450  | Q59643605 | 1950       | Griesstätt, Rott am Inn, Ramerberg | Position | 402,85    | Landkreis Rosenheim (100 %)                                 |                      |
| Schutz von Landschaftsteilen um den Altensee in der Gemeinde Soyen                                                                        |                | LSG-00100.01 | 395521  | Q59643828 | 1961       | Soyen | Position | 12,29     | Landkreis Rosenheim (100 %)                                 |                      |
| Schutz von Landschaftsteilen um den Friedlsee, Gemeinde Evenhausen und Amerang                                                            |                | LSG-00102.01 | 395523  | Q59643786 | 1961       | Amerang | Position | 16        | Landkreis Rosenheim (100 %)                                 |                      |
| Schutz von Landschaftsteilen um den Penzinger See, Gemeinde Penzing                                                                       | weitere Bilder | LSG-00101.01 | 395522  | Q59643758 | 1961       | Babensham | Position | 19,87     | Landkreis Rosenheim (100 %)                                 |                      |
| Schutz von Landschaftsteilen um den Staudhamer See in den Gemeinden Steppach, Soyen, Attel und Edling                                     | weitere Bilder | LSG-00164.01 | 395634  | Q59643701 | 1969       | Soyen, Edling, Wasserburg | Position | 268,25    | Landkreis Rosenheim (100 %)                                 |                      |